# Бартко Сергій Володимирович
Бартко́ Сергі́й Володи́мирович (нар. 9 вересня 1984, Вінниця) — український живописець. Член Національної спілки художників України (2023)..

## Біографія
Народився 9 вересня 1984 року у Вінниці. Закінчив Вище художнє професійно-технічне училище № 5 м. Вінниці (спеціальність «Художнє оформлення», викладачі Ковтун Л. І., Верхова-Єднак О. О., Іваненко Р. Ф.); факультет образотворчого мистецтва і реставрації Львівської Національної академії мистецтв (магістр, спеціальність «Монументально-декоративний живопис», викладачі Москалюк В. М., Андрущенко М. Д., Медвідь Л. М.) 

З 2009 р — завідувач науково-дослідницького відділу образотворчого мистецтва Вінницького обласного художнього музею. Досліджує мистецьку спадщину Поділля, викладає образотворчі дисципліни у Вінницькій дитячій художній школі.

## Творчість
Працює в галузі образотворчого та декоративного мистецтва. Учасник обласних, всеукраїнських та міжнародних виставок, пленерів та проєктів. Знакові роботи: «Монохромія» (2003), «Вінниця. Центральний міст. Надвечір'я» (2010), «Вінницька Єрусалимка» (2012), «Імортелі» (2020), «Натюрморт з мушлею» (2020), «Ранок» (2021), «Ісихія Св. Аліпія» (2022).

Член НСХУ з 2023 р.